# Fatih Akyel
Fatih Akyel (Isztambul, 1977. december 26. –) török válogatott labdarúgó.
A török válogatott tagjaként részt vett a 2000-es Európa-bajnokságon, a 2002-es világbajnokságon és a 2003-as konföderációs kupán.

## Sikerei, díjai
Galatasaray
- Török bajnok (3): 1997–98, 1998–99, 1999–2000
- Török kupagyőztes (3): 1995–96, 1998–99, 1999–2000
- UEFA-kupa győztes (1): 1999–2000
- UEFA-szuperkupa győztes (1): 2000

Fenerbahçe
- Török bajnok (1):2003–04

Törökország
- Világbajnoki bronzérmes (1): 2002